# Johnny Rae
John Anthony Pompeo, beter bekend als Johnny Rae (Saugus, Massachusetts, 11 augustus 1934 – 4 september 1993), was een Amerikaanse jazzdrummer and vibrafonist.
Rae studeerde begin jaren vijftig aan New England Conservatory en Berklee College of Music. Zijn eerste belangrijke professionele klus als muzikant was bij Herb Pomeroy in 1953-54, hierna speelde hij met George Shearing (1955-56), Johnny Smith (1956), Ralph Sharon (1957), Cozy Cole (1957-58), Herbie Mann (1959-60), Cal Tjader (1961-66, 1968-70), Stan Getz (1962), Gábor Szabó, Charlie Byrd, Earl Hines, Art Van Damme en  Barney Kessel. In 1960 verscheen van hem een soloalbum, 'Opus de Jazz No. 2', met medewerking van onder meer Bobby Jaspar en Steve Kuhn. 
Rae speelt niet alleen moderne jazz, maar ook Latin jazz (percussie). Hij heeft verschillende instructieboeken geschreven en was jarenlang diskjockey in San Francisco.

## Discografie
- Stan Getz: Big Band Bossa Nova (Verve, 1962)
- Charles Kynard en Buddy Collette: Warm Winds (World Pacific, 1964)
- Earl Hines: At the Party (Delmark, 1970)
- Barney Kessel: Three Guitars (Concord, 1974)
- Herbie Mann: Flautista! (Verve, 1959), Herbie Mann's African Suite (United Artists, 1959), Flute, Brass, Vibes and Percussion (Verve, 1960), The Common Ground (Atlantic, 1960), Our Mann Flute (Atlantic, 1966)
- Anita O'Day and Cal Tjader: Time for 2 (Verve, 1962)
- Johnny Smith and His New Quartet (Roulette/Fresh Sound Records, 1956)
- Cal Tjader: Soul Sauce (Verve, 1964), Soul Bird: Whiffenpoof (Verve, 1965)
- Art Van Damme: State of Art (MPS, 1970)

- Bibliothèque nationale de France: cb13898773w (data)
- Gemeinsame Normdatei: 134490940
- International Standard Name Identifier: 0000 0000 7248 8747
- Library of Congress Control Number: n91089010
- MusicBrainz: 28c99c2f-abd8-426b-b885-0eef176b3d7c
- Virtual International Authority File: 79644249
- WorldCat: E39PBJkXywyrQjrQ8wQdfjcF8C